# Thawte
Thawte Consulting (uitspraak: het Engelse "thought") is een Zuid-Afrikaanse certificaatautoriteit voor digitale certificaten. Het bedrijf werd opgericht door Mark Shuttleworth in 1995. Shuttleworth, een groot voorstander van vrije software en opensourcesoftware (FOSS), werkte vrijwel uitsluitend met FOSS toen Thawte in 1999 werd verkocht aan het Amerikaanse Verisign. De certificaten van Thawte werden gebruikt in de eerste Netscapebrowsers; dit leidde ertoe dat alle andere browsers eveneens deze certificaten gebruiken.